# Palais Taddei
Pour les articles homonymes, voir Taddei.

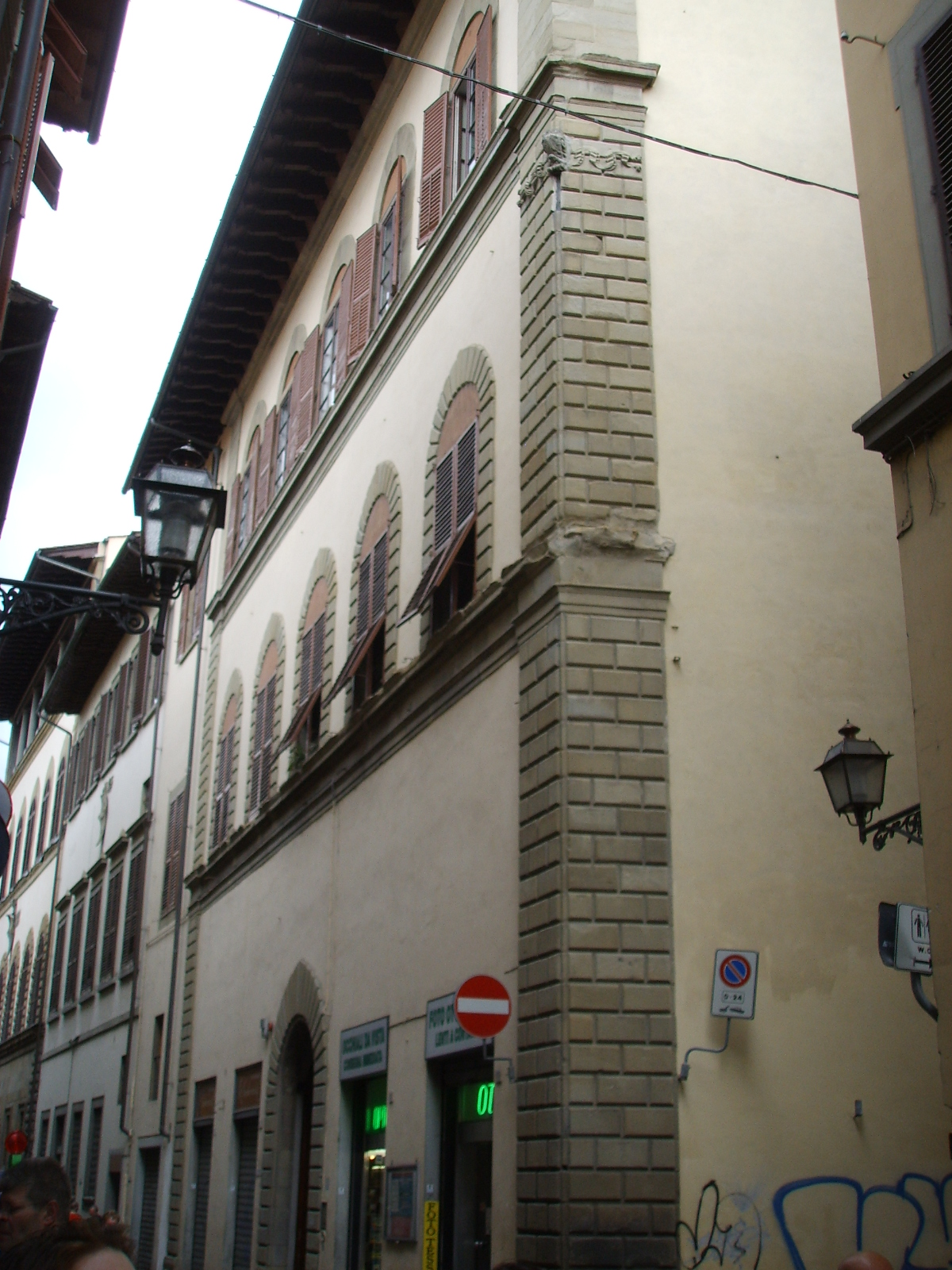
Le palais Taddei.

Le palais Taddei (en italien : Palazzo Taddei) est situé à Florence, via de' Ginori no 15.

## Histoire
Vasari a écrit que Baccio d'Agnolo a construit pour Taddeo Taddei une maison « très commode et belle », à l'endroit où les Taddei possédaient diverses maisons.
Ce palais a été vendu en 1542 à Giovanni Giraldi, mari de Argentina Guicciardini. 
Entre les XVIIe et XVIIIe siècles les Giraldi amplifièrent le palais, surtout le piano nobile où ils ont construit une terrasse afin de raccorder les deux ailes. Les salles internes ont été rafraîchies à plusieurs reprises par des artistes comme Volterrano, Ranieri del Pace, Matteo Bonechi et Giovanni Domenico Ferretti. Le jardin au rez-de-chaussée a été transformé en remise pour les carrosses.
En 1789, la famille Giraldi s’est éteinte, mais la veuve du dernier membre de la famille légua le palais à son neveu Antonio Pecori, donnant ainsi naissance à la famille Pecori Giraldi. Ses descendants gardèrent peu de temps le palais qui dans la première moitié du XVIIIe siècle fut vendu à l’Israélite Levi, auquel on doit le déplacement du tabernacle de Giovanni Antonio Sogliani, commissionné par Antonio Taddei, pour la maison située au numéro 17. 
Ce déplacement a généré de nombreux équivoques lors des études du XXe siècle dont la position du vrai palais Taddeo Taddei, entre celui-ci ou le palais Tolomei-Biffi (it) situé au-delà de la via Taddea.
En 1847, l’édifice a été acheté par Lorenzo Ginori (en), intéressé par l’amplification de sa propriété familiale autour du palais Ginori (it). Encore aujourd’hui, le palais appartient à ses descendants.

## Architecture
La façade s’inspire des modèles florentins du XVe siècle avec deux ordres de fenêtres cintrées avec des encadrements en pierre radiales et des corniches marcapiano, entrecoupées par des séquences en crépi nu.
Le rez-de-chaussée est situé au centre avec un cadre en pierre semblable à celle des fenêtres rectangulaires et les portes de certains magasins, probablement ajoutées ultérieurement.
Les angles du bâtiment sont mis en évidence par la pierre de taille progressivement de plus en plus lisse et régulière au fur et à mesure que l’on monte. 
Après le hall d'entrée, fermé par une élégante grille en fer forgé comportant le blason des Ginori (famille) (it), on atteint une spacieuse cour, aujourd’hui fermée par une verrière et par des baies vitrées, occupée par une entreprise commerciale.
La cour est à portiques sur deux côtés et les arcs à plein cintre sont soutenus par des colonnes en pietra serena, avec des chapiteaux décorés de simples rosettes. Une copie du Tondo Taddei est accrochées sur un mur.

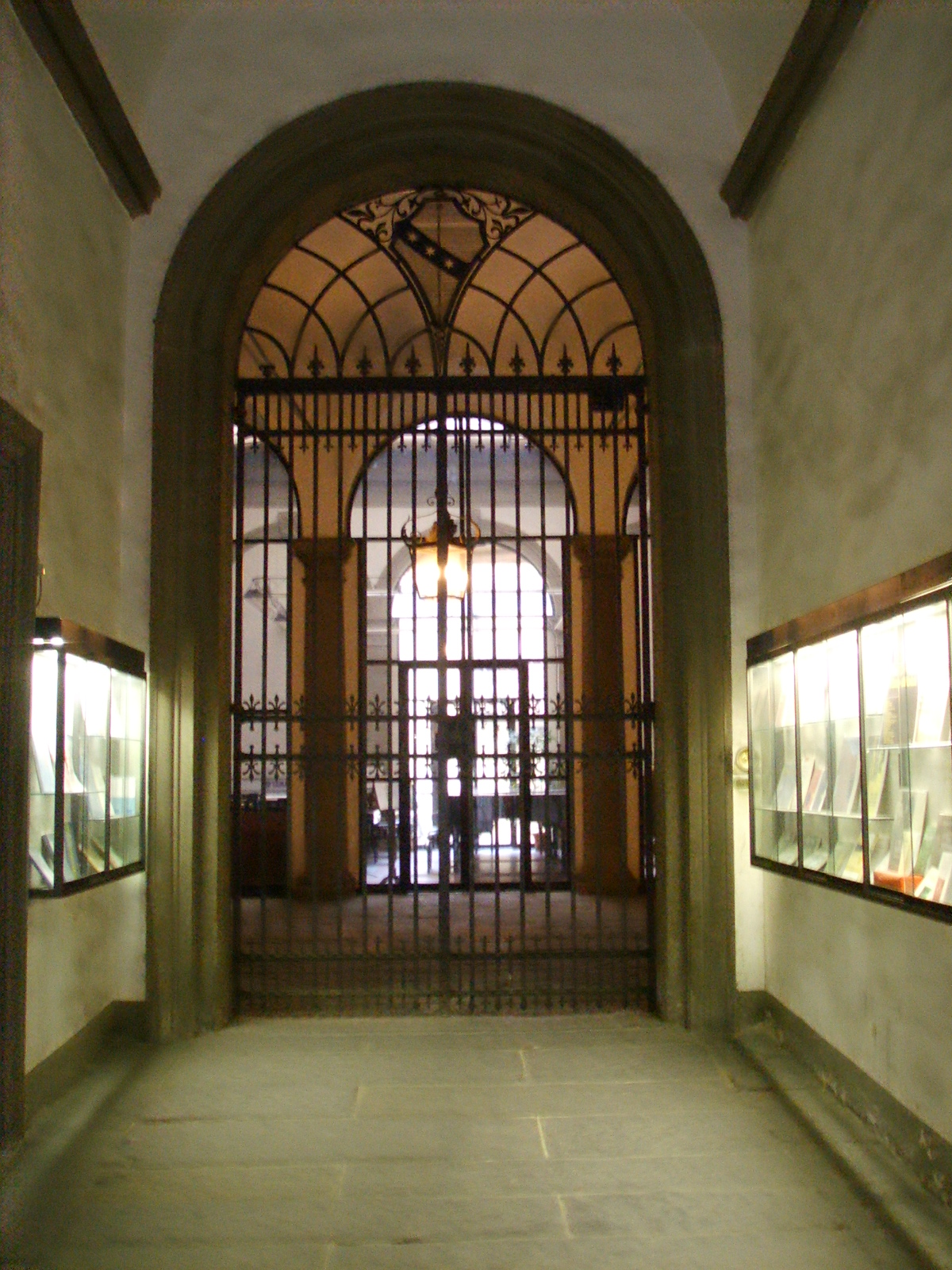
Le hall.
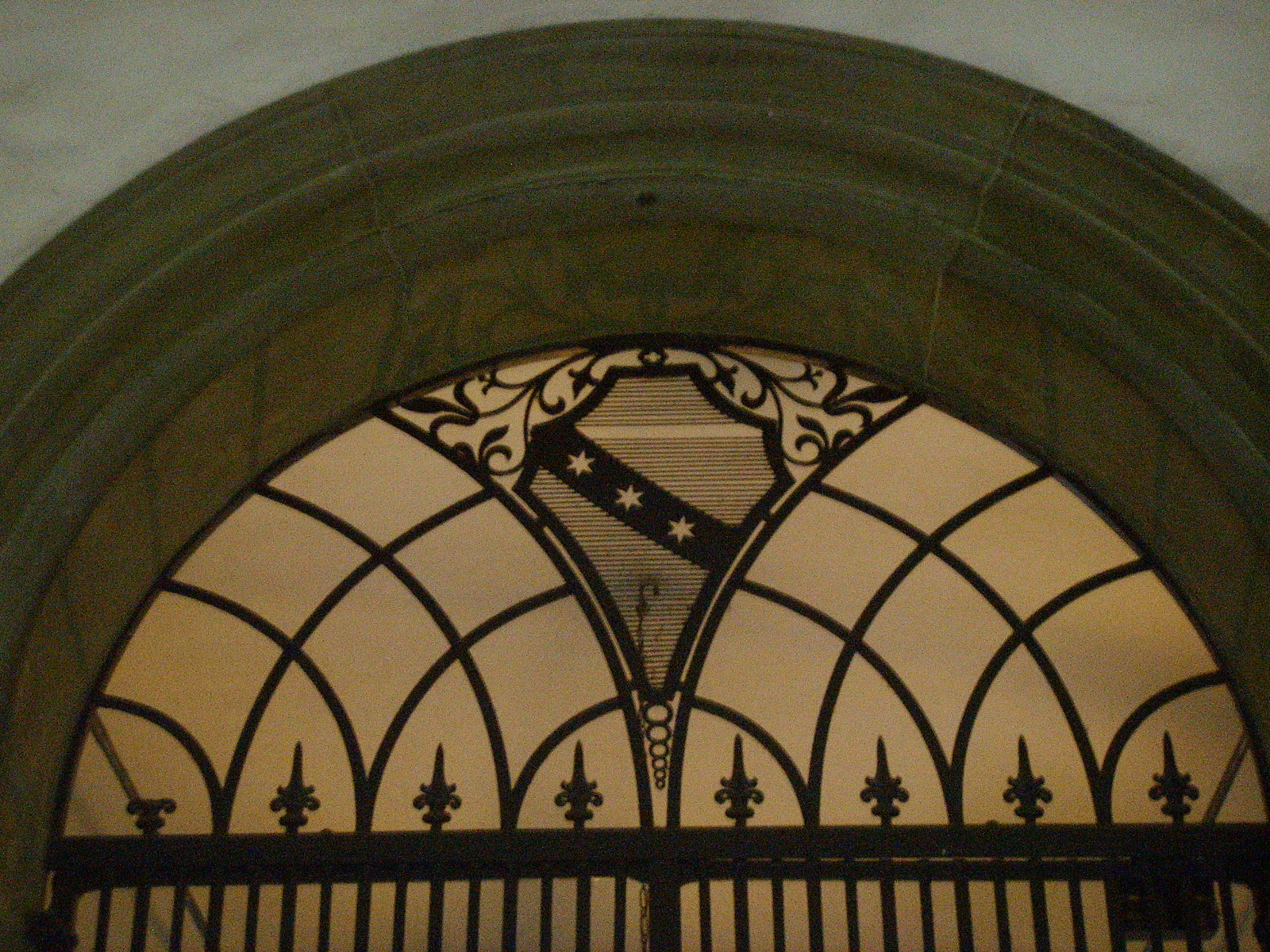
Le blason des Ginori sur la grille.
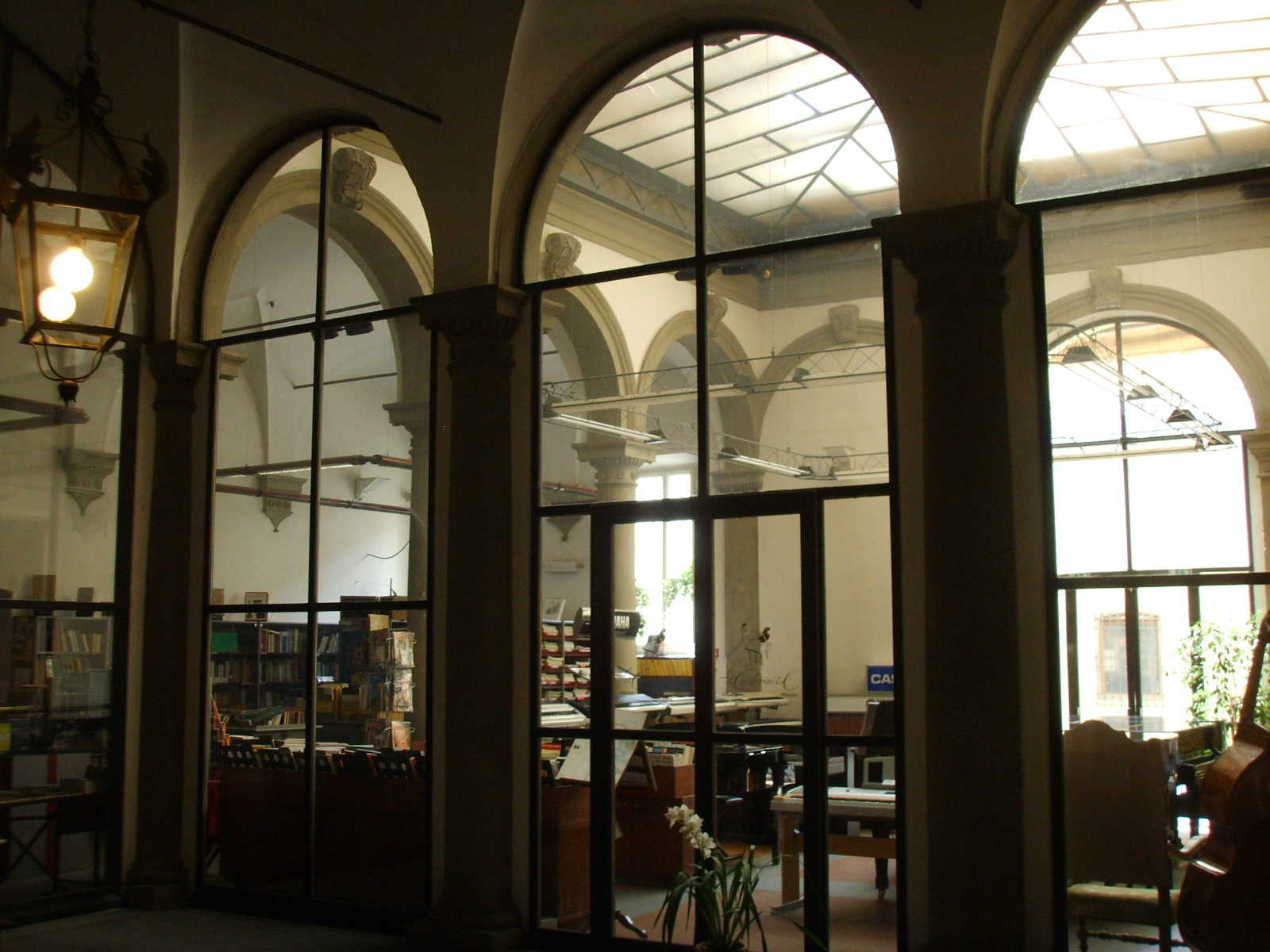
La cour fermée par des verrières.
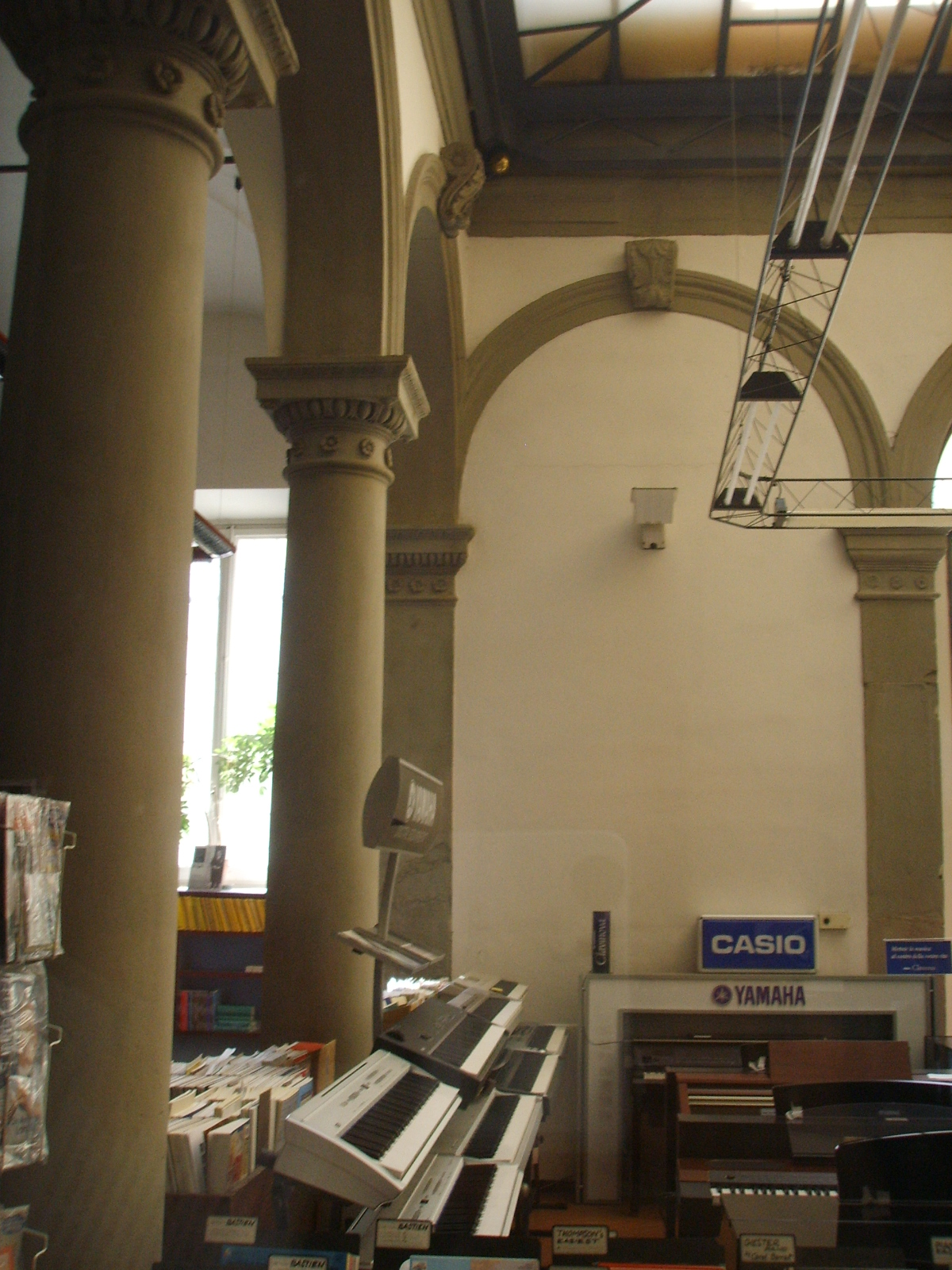
La cour.